# فیروزآباد (پارس‌آباد)
فیروزآباد روستایی است که در استان اردبیل، شهرستان پارس‌آباد، بخش تازه‌کند، دهستان تازه‌کند قرار دارد.

## جمعیت
بر اساس سرشماری سال 1385جمعیت این روستا 1412 نفر با 285خانوار بوده‌است.